# Lyubeshiv (huyện)
Huyện Lyubeshiv (tiếng Ukraina: Любешівський район, chuyển tự: Lyubeshivs’kyi raion) là một huyện của tỉnh Volyn thuộc Ukraina. Huyện Lyubeshiv có diện tích 1450 kilômét vuông, dân số theo điều tra dân số ngày 5 tháng 12 năm 2001 là 36829 người với mật độ 25 người/km2. Trung tâm huyện nằm ở Liubeshiv.